# Železniční trať Niš–Dimitrovgrad

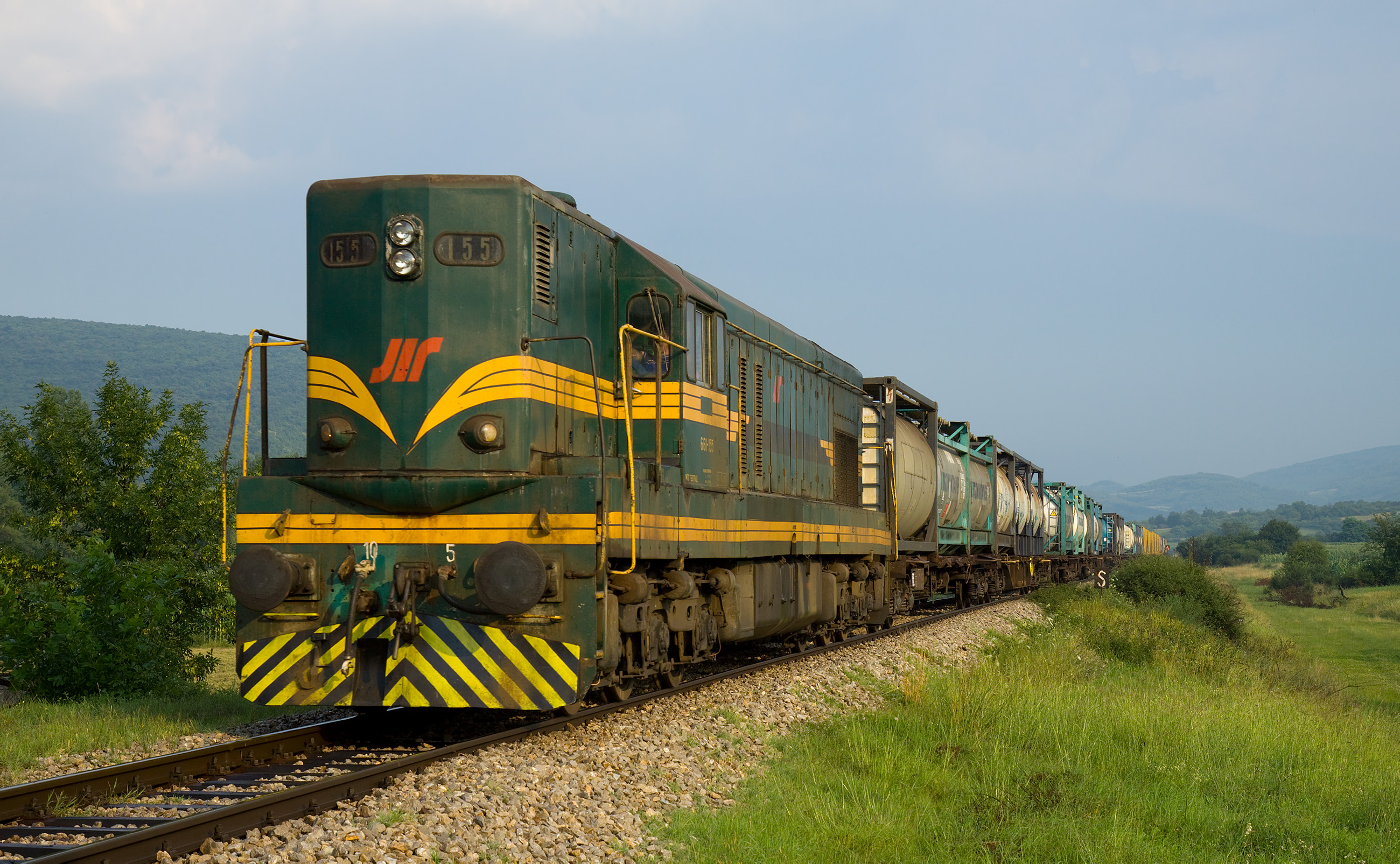
Nákladní vlak směřující z Bulharska do srbské Niše

Železniční trať Niš–Dimitrovgrad (srbsky cyrilicí Железничка пруга Ниш–Димитровград, latinkou Železnička pruga Niš–Dimitrovgrad) představuje jediné železniční spojení Srbska s Bulharskem. Dlouhá je 104 km. Prochází Sićevskou soutěskou, údolím řeky Nišavy. Trať je jednokolejná.
Ze západní strany se napojuje na trať Bělehrad–Niš, trať Niš–Skopje a ze strany východní pokračuje po bulharském území až do Sofie.

## Historie
Vybudování železniční tratě z Niše směrem k hranici s Bulharskem byla jedna z povinností, kterou srbské vládě ukládaly závěry Berlínského kongresu (článek 10). Trať byla budována nedlouho po dokončení úseku Bělehrad–Niš, na který se další trať směrem do Istanbulu měla napojit.
Výstavba prvního úseku trati mezi městy Niš a Pirot byla zahájena 25. června 1885 (podle gregoriánského kalendáře). Výstavbu přerušila Srbsko-bulharská válka. Po jejím skončení byly stavební práce na jaře 1886 opět obnoveny. Úsek spojující Pirot se zbytkem země byl slavnostně otevřen 1. listopadu 1887. Dne 1. srpna 1888 byl rovněž napojen i Caribrod (dnešní Dimitrovgrad), který se až do první světové války nacházel na bulharském území.
V roce 2013 měla být za pomoci českých firem zahájena modernizace a elektrizace trati. Náklady na obnovu byly vyčísleny na 120 milionů €. V roce 2016 jednal o dalších modernizačních pracích na trati srbský premiér Aleksandar Vučić s českým premiérem Sobotkou.

## Stanice
- Niš (0 km)
- Ćele Kula (6 km)
- Niška Banja (11 km)
- Ostrovica (23 km)
- Dolac (32 km)
- Crvena Reka (37 km)
- Bela Palanka (45 km)
- Čiflik (54 km)
- Staničenje (64 km)
- Pirot (73 km)
- Sukovo (86 km)
- Dimitrovgrad (97 km)